# لنفانژیوم

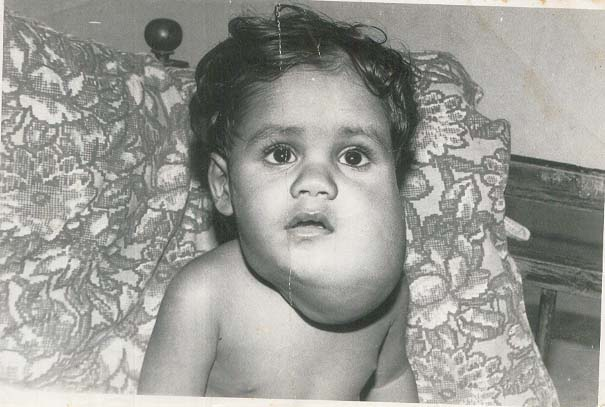
بیماری لنفانژیوم

لنفانژیوم (به انگلیسی Lymphangioma) یکی از ناهنجاری‌های سیستم لنفاتیک می‌باشد. علت مستقیم لنفانژیوم انسداد سیستم لنفاتیک هنگام رشد جنینی می‌باشد، اگر چه امکان دارد که نشانه‌ها تا بعد از به دنیا آمدن نوزاد قابل مشاهده نباشند. این انسداد توسط یکسری از عوامل شامل: مصرف الکل توسط مادر و عفونت‌های ویروسی در طول حاملگی ایجاد می‌شود. علت اینکه چرا کیسه‌های لنفاوی جنینی غیر متصل به سیستم لنفاوی باقی‌مانده‌اند هنوز مشخص نیست. این ناهنجاری می‌تواند در هر سنی و در هر قسمتی از بدن، انسان را درگیر کند. اما در بیش از ۹۰ در صد موارد کودکان زیر ۲ سال و ناحیه سر و گردن را درگیر می‌کند. این ناهنجاری هم به صورت مادرزادی و هم به صورت اکتسابی انسان را درگیر می‌کند. لنفانژیومای مادرزادی در اغلب اوقات در ارتباط با ناهنجاری‌های کروموزومی مانند سندروم ترنر می‌باشد. لنفانژیوما معمولاً قبل از تولد توسط سونوگرافی تشخیص داده می‌شود. لنفانژیومای اکتسابی ممکن است در اثر تروما، التهاب یا انسداد لنفاتیک ایجاد گردد. اکثر لنفانژیوماها توده‌های خوش‌خیمی هستند که تنها منجر به تشکیل یک توده نرم، با رشد آهسته و خمیری می‌شود.

## طبقه‌بندی
لنفانژیوماها به‌طور مرسوم بر اساس خصوصیات میکروسکوپی خود به سه زیر شاخه تقسیم می‌شوند: کاپیلاری(مویرگی)، کاورنوس لنفانژیوما و سیستیک هیگروما. این تقسیم بندی براساس ویژگی‌های میکروسکوپی آن‌ها می‌باشد.همچنین زیر شاخه چهارم به نام همانژیولنفانژیوما نیز شناخته شده‌است.

## لنفانژیوماهای مویرگی
لنفانژیوماهای مویرگی از عروق لنفاتیک با اندازه کوچک(تقریباً در اندازه مویرگ) تشکیل شده اند و به‌طور مشخص در اپیدرم قرار دارند.

## کاورنوس لنفانژیوماها
کاورنوس لنفانژیوماها از کانال‌های لنفاوی متسع تشکیل شده‌اند. یکی از مشخصات این لنفانژیوماها حمله به بافت‌های اطراف می‌باشد.

## سیستیک هیگروماها
سیستیک هیگروماها جزو لنفانژیوماهای بزرگ می‌باشند. لنفانژیوماهای ماکروسیتیک از مایع غنی از پروتئین کاه رنگ پر هستند.

## همانژیولنفانژیوماها
همانطور که از نامشان پیداست، همانژیولنفانژیوماها، لنفانژیوماهایی با یک بخش عروقی هستند.
همچنین لنفانژیوماها بر اساس اندازه اشان به زیرشاخه‌های ماکروسیتیک، میکروسیتیک و با اندازه مختلط تقسیم بندی می‌شوند:

## لنفانژیوماهای میکروسیتیک
لنفانژیوماهای میکروسیتیک از کیست‌هایی تشکیل شده‌است که هر کدام کمتر از 2 سانتی‌متر مکعب اندازه دارند.

## لنفانژیوماهای ماکروسیتیک
لنفانژیوماهای ماکروسیتیک شامل کیست‌های با اندازه بیشتراز 2 سانتی‌متر مکعب هستند.

## لنفانژیوماهای با اندازه مختلط
لنفانژیوماهای با اندازه مختلط از هر دو جز لنفانژیوماهای ماکروسیتیک و میکروسیتیک تشکیل شده‌اند.